# Jürgen Brümmer
Jürgen Brümmer (ur. 8 grudnia 1964 w Stuttgarcie, zm. 25 lutego 2014 w Ostfildern) – niemiecki gimnastyk i fizjoterapeuta. 
W latach 80 XX wieku, należał do niemieckiej czołówki wśród gimnastyków artystycznych. Był dziewięciokrotnym mistrzem kraju, a także reprezentantem kraju podczas XXIV Letnich Igrzysk Olimpijskich w Seulu.
Po zakończeniu kariery sportowej pracował jako fizjoterapeuta i masażysta. W 2012 r., jego 13-letni syn Simon, został potrącony przez samochód i sparaliżowany. W wyniku kalectwa syna,  Jürgen Brümmer przeszedł załamanie nerwowe. 26 lutego 2014 r., odnaleziono jego ciało pod jednym z pod stuttgarckich mostów. Przyczyną śmierci było prawdopodobnie samobójstwo. Jednocześnie w domu sportowca odnaleziono ciało jego syna. 